# Daniel Osorno
Daniel Osorno Calvillo (Guadalajara , México, 16 de marzo de 1979) es un exfutbolista mexicano, que jugaba como mediocampista. Debutó con el Atlas de Guadalajara en el Verano 1997, donde jugó la mayor parte de su carrera en tres etapas diferentes.
Su buen rendimiento  fue  visto por el C.F. Monterrey que lo fichó para el Apertura 2003 que venía de ser campeón el torneo anterior, donde permaneció un año regresó con los zorros y emigró a Estados Unidos en la temporada 2007-08 para jugar con un año con el Colorado Rapids de la MLS, para jugar cedido por un año con el Dorados de Sinaloa de la Primera División 'A' de México, y una vez más regresa al Atlas, para luego de dos años se confirmó su traspaso al Puebla F.C..
Con los poblanos disputó el Clausura 2009, y juega su última etapa con los rojinegros hasta el Clausura 2011 para retornar por un año al Puebla.
Luego de seis meses pasó al Correcaminos de la UAT del Ascenso MX donde culminó su carrera tras permanecer seis meses con el club.
Además fue internacional absoluto con México, siendo habitual entre 1999 hasta 2006, siendo  su mayor logró fue la Copa Confederaciones que ganaron en la edición de 1999, al vencer 4-3 al Seleccionado brasileño, cuatro años después se proclamó campeón de la Copa de Oro de la Concacaf al vencer en la final una vez más a los brasileños con un gol suyo en el tiempo extra, siendo esta su mejor actuación con el seleccionado.

## Trayectoria
Mucho fútbol hay en los botines de Osorno. Desde su participación en el Mundial Juvenil de Nigeria 99 su carrera creció con Atlas, sin embargo, nunca dio el estirón que se esperaba. En el Apertura 2003 jugó con el Monterrey CF teniendo un paso discreto.
Debido a su buen inicio de carrera, fue considerado varias veces para vestir la playera de la Selección Mexicana, sin embargo nunca lo convocaron a una copa mundial. El momento más importante que vivió con el Tri, sucedió en la Copa Oro del 2003 cuando anotó el gol con el que México derrotó a Brasil en la final.
Para el Apertura 2004 regresa al Atlas quedándose cerca de asistir a la Copa del Mundo de Alemania 2006.
Para el Apertura 2007 es cedido al Colorado Rapids de la Major League Soccer, donde tiene poca participación, por lo cual decide regresar a México. El 2 de enero de 2008 se anuncia que jugará para los Dorados de Sinaloa de la Primera División A, convirtiéndose en el segundo refuerzo de dicho club para buscar el ascenso a la Primera Nacional.
A principios de diciembre del 2008 se incorpora al Puebla Fútbol Club para jugar todo el 2009, Daniel llegó pidiendo una nueva oportunidad para demostrar que todavía tenía fútbol y en verdad que sorprendió a propios extraños exhibiendo un excelente nivel físico y futbolístico, siendo considerado como uno de los grandes regresos del torneo clausura 2009.
En el Draft de junio de 2009 regresa de nueva cuenta al Atlas de Guadalajara, portando el número 11 que vistió años atrás en el mismo equipo. En enero del 2010 fue intervenido para operarle una molestia que presentaba en la rodilla izquierda por lo que no ha tenido actividad en el presente torneo. Para el Apertura 2011 fue cedido al Puebla Fútbol Club donde jugó muy poco y para el Apertura 2012 se fue al Correcaminos de la UAT donde se retiró.
En 2016 jugó un partido de Leyendas entre Atlas y Chivas, además de que es auxiliar técnico en Gorilas de Juanacatlán.

## Estadísticas

### Clubes
La siguiente tabla detalla los encuentros disputados y los goles marcados en los clubes en los que ha militado. 
| Atlas F.C. · México |               |               |     |    |    |    |    |     |     |      |      |
| 1ª | 1996-97       | 2             | 0   | 0  | 0  | -  | -  | 2   | 0   | 0    |      |
| 1ª | 1997-98       | 21            | 0   | -  | -  | -  | -  | 21  | 0   | 0    |      |
| 1ª | 1998-99       | 21            | 5   | -  | -  | -  | -  | 21  | 5   | 0.24 |      |
| 1ª | 1999-00       | 33            | 16  | 3  | 1  | 14 | 6  | 53  | 22  | 0.42 |      |
| 1ª | 2000-01       | 36            | 20  | 4  | 1  | -  | -  | 40  | 21  | 0.53 |      |
| 1ª | 2001-02       | 35            | 5   | 3  | 1  | -  | -  | 38  | 6   | 0.16 |      |
| 1ª | 2002-03       | 36            | 3   | 2  | 0  | -  | -  | 38  | 3   | 0.08 |      |
| 1ª | 2004-05       | 32            | 5   | -  | -  | -  | -  | 32  | 5   | 0.16 |      |
| 1ª | 2005-06       | 38            | 3   | -  | -  | -  | -  | 38  | 3   | 0.08 |      |
| 1ª | 2006-07       | 26            | 4   | -  | -  | -  | -  | 26  | 4   | 0.15 |      |
| 1ª | 2009-10       | 21            | 4   | -  | -  | -  | -  | 21  | 4   | 0.19 |      |
| 1ª | 2010-11       | 14            | 1   | -  | -  | -  | -  | 14  | 1   | 0.07 |      |
| Total club | Total club    | 315           | 66  | 12 | 3  | 14 | 6  | 341 | 75  | 0.22 |      |
| C.F. Monterrey · México |               |               |     |    |    |    |    |     |     |      |      |
| 1ª | 2003-04       | 28            | 2   | -  | -  | -  | -  | 28  | 2   | 0.07 |      |
| Total club | Total club    | 28            | 2   | -  | -  | -  | -  | 28  | 2   | 0.07 |      |
| Colorado Rapids Estados Unidos |               |               |     |    |    |    |    |     |     |      |      |
| 1ª | 2007          | 3             | 0   | -  | -  | -  | -  | 3   | 0   | 0    |      |
| Total club | Total club    | 3             | 0   | -  | -  | -  | -  | 3   | 0   | 0    |      |
| Dorados de Sinaloa · México |               |               |     |    |    |    |    |     |     |      |      |
| 2ª | 2008-09       | 15            | 0   | -  | -  | -  | -  | 15  | 0   | 0    |      |
| Total club | Total club    | 15            | 0   | -  | -  | -  | -  | 15  | 0   | 0    |      |
| Puebla F.C. · México |               |               |     |    |    |    |    |     |     |      |      |
| 1ª | 2008-09       | 21            | 3   | -  | -  | -  | -  | 21  | 3   | 0.14 |      |
| 1ª | 2011-12       | 4             | 0   | -  | -  | -  | -  | 4   | 0   | 0    |      |
| Total club | Total club    | 25            | 3   | -  | -  | -  | -  | 25  | 3   | 0.12 |      |
| Correcaminos U.A.T. · México |               |               |     |    |    |    |    |     |     |      |      |
| 2ª | 2012-13       | 8             | 0   | 2  | 0  | -  | -  | 10  | 0   | 0    |      |
| Total club | Total club    | 8             | 0   | 2  | 0  | -  | -  | 10  | 0   | 0    |      |
| Total carrera | Total carrera | Total carrera | 394 | 71 | 14 | 3  | 14 | 6   | 422 | 80   | 0.19 |
| (1)Incluye datos de la Copa México y Pre Pre Libertadores (1999, 2000, 2001 y 2002). (2)Incluye datos de la Pre Libertadores (2000) y Copa Libertadores (2000). |               |               |     |    |    |    |    |     |     |      |      |

## Selección nacional

### Participaciones en torneos internacionales
| Competición                    | Categoría | Sede                                 | Resultado        | Partidos | Goles |
| ------------------------------ | --------- | ------------------------------------ | ---------------- | -------- | ----- |
| Copa Corea 1999                | Absoluta  | Corea del Sur                        | Tercer lugar     | 2        | 2     |
| Copa USA 1999                  | Absoluta  | Estados Unidos                       | Subcampeón       | 2        | 0     |
| Copa América 1999              | Absoluta  | Paraguay                             | Tercer lugar     | 4        | 1     |
| Copa FIFA Confederaciones 1999 | Absoluta  | México                               | Campeón          | 0        | 0     |
| Copa Carlsberg 2000            | Absoluta  | Japón                                | Tercer lugar     | 2        | 0     |
| Copa FIFA Confederaciones 2001 | Absoluta  | Corea del Sur y Japón                | Primera fase     | 2        | 0     |
| Copa América 2001              | Absoluta  | Colombia                             | Subcampeón       | 4        | 1     |
| Clasificación Mundial 2002     | Absoluta  | Norteamérica, Centroamérica y Caribe | Clasificado      | 3        | 0     |
| Copa Oro CONCACAF 2003         | Absoluta  | Estados Unidos y México              | Campeón          | 5        | 2     |
| Copa América 2004              | Absoluta  | Perú                                 | Cuartos de final | 3        | 0     |
| Copa Oro CONCACAF 2005         | Absoluta  | Estados Unidos                       | Cuartos de final | 0        | 0     |
| Clasificación Mundial 2006     | Absoluta  | Norteamérica, Centroamérica y Caribe | Clasificado      | 5        | 2     |

### Goles internacionales
| #   | Fecha                   | Sede                        | Oponente               | Marcador   | Resultado | Competición                |
| --- | ----------------------- | --------------------------- | ---------------------- | ---------- | --------- | -------------------------- |
| 1.  | 18 de junio de 1999     | Seúl, Corea del Sur         | Egipto                 | 2–0        | Victoria  | Copa Corea 1999            |
| 2.  | 18 de junio de 1999     | Seúl, Corea del Sur         | Egipto                 | 2–0        | Victoria  | Copa Corea 1999            |
| 3.  | 6 de julio de 1999      | Ciudad del Este, Paraguay   | Venezuela              | 3–1        | Victoria  | Copa América 1999          |
| 4.  | 4 de junio de 2000      | Chicago, Estados Unidos     | Irlanda                | 2–2        | empate    | Copa USA 2000              |
| 5.  | 11 de abril de 2001     | Monterrey, México           | Chile                  | 1–0        | Victoria  | Amistoso                   |
| 6.  | 22 de julio de 2001     | Pereira, Colombia           | Chile                  | 2–0        | Victoria  | Copa América 2001          |
| 7.  | 7 de julio de 2003      | Carson, Estados Unidos      | El Salvador            | 1–2        | Derrota   | Amistoso                   |
| 8.  | 20 de julio de 2003     | Ciudad de México, México    | Jamaica                | 5–0        | Victoria  | Copa Oro CONCACAF 2003     |
| 9.  | 27 de julio de 2003     | Ciudad de México, México    | Brasil                 | 1–0 (T.E.) | Victoria  | Copa Oro CONCACAF 2003     |
| 10. | 19 de junio de 2004     | San Antonio, Estados Unidos | Dominica               | 8–0        | Victoria  | Clasificación Mundial 2006 |
| 11. | 10 de noviembre de 2004 | San Antonio, Estados Unidos | Guatemala              | 2–0        | Victoria  | Amistoso                   |
| 12. | 17 de noviembre de 2004 | Monterrey, México           | San Cristóbal y Nieves | 8–0        | Victoria  | Clasificación Mundial 2006 |

## Palmarés

### Torneos nacionales
| Título               | Club       | País           | Año  |
| -------------------- | ---------- | -------------- | ---- |
| Pre Pre Libertadores | Atlas F.C. | Estados Unidos | 1999 |

### Copas internacionales
| Título                    | Club               | País                    | Año  |
| ------------------------- | ------------------ | ----------------------- | ---- |
| Copa FIFA Confederaciones | Selección Mexicana | México                  | 1999 |
| Pre Libertadores          | Atlas F.C.         | México y Venezuela      | 2000 |
| Copa Oro CONCACAF         | Selección Mexicana | Estados Unidos y México | 2003 |

- Datos: Q1161990